# Krithe similis
Krithe similis är en kräftdjursart som först beskrevs av Sars 1866.  Krithe similis ingår i släktet Krithe och familjen Krithidae. Inga underarter finns listade i Catalogue of Life.